# Десять обрадованных раем

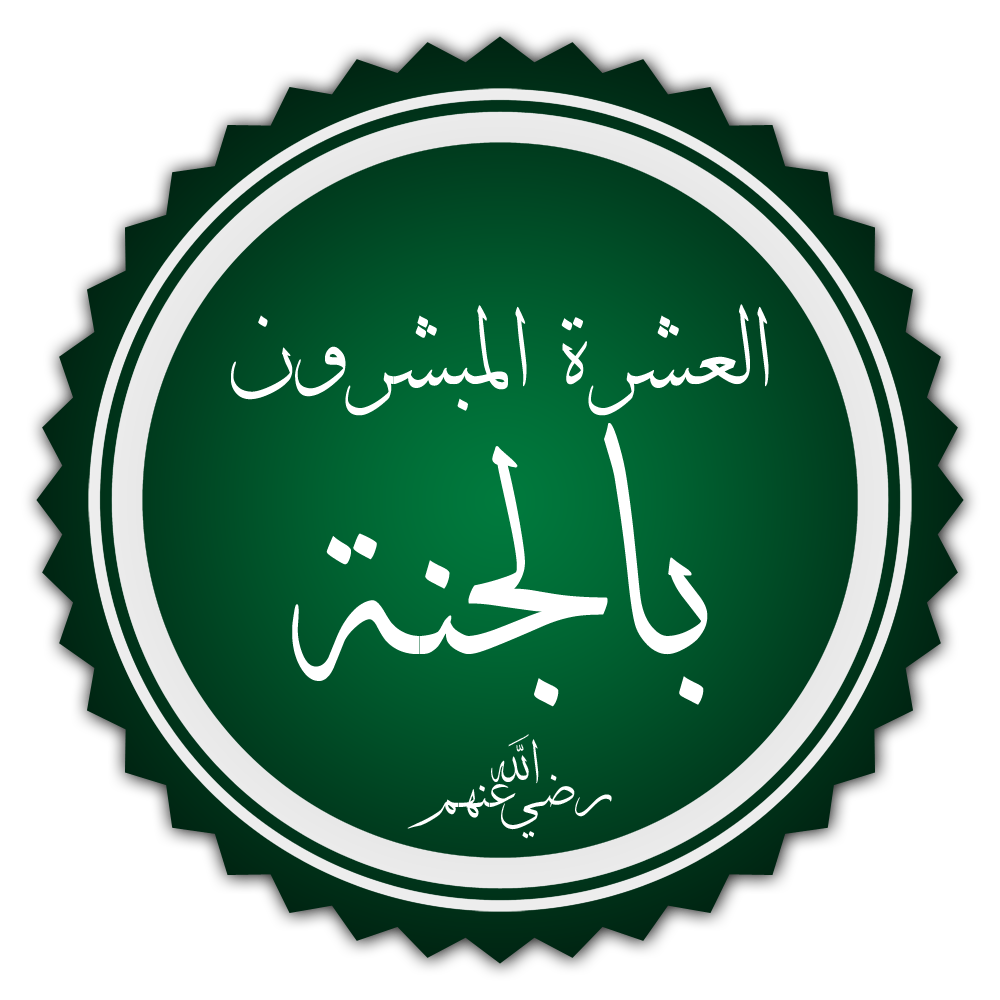

Десять обрадованных раем (араб. العشرة المبشرون بالجنة‎ —  Аль-Ашара аль-Мубашшарун би-ль-джанна‎) — в исламской традиции — десять ближайших сподвижников исламского пророка Мухаммеда, которых он при жизни обрадовал вестью о том, что они будут обитателями рая. Это Абу Бакр, Умар ибн аль-Хаттаб, Усман ибн Аффан, Али ибн Абу Талиб, Абу Убайда ибн аль-Джаррах, Саад ибн Абу Ваккас, Абдуррахман ибн Ауф, Аз-Зубайр ибн аль-Аввам, Тальха ибн Убайдуллах и Саид ибн Зейд. Они признаются суннитами и отвергаются шиитами.

## Хадис
Из шести авторитетных суннитских сборников хадисов, хадис о 10 обрадованных раем приводится в сборниках ат-Тирмизи, Абу Дауда и Ибн Маджа. По мнению суннитов, сподвижники Мухаммада были разделены на двенадцать групп и ашара аль-мубашшира стоит на первом месте.

«Абу Бакр в раю, Умар в раю, Усман в раю, Али в раю, Тальха ибн Убайдуллах в раю, аз-Зубайр ибн аль-Аввам в раю, Абдуррахман ибн Ауф в раю, Сад ибн Абу Ваккас в раю, Саид ибн Зейд в раю и Абу Убайда ибн аль-Джаррах в раю».— Сборники хадисов имама Ахмада (1/188), ат-Тирмизи (3747), Ибн Маджах (132) и др.

## Шиитский взгляд
Шииты не верят в достоверность хадисов  о десяти обрадованных раем и считают, что они выдуманы во времена правления политических противников Алидов — Омейядов. Шииты считают, что Аз-Зубайр ибн аль-Аввам и Тальха ибн Убайдуллах не достойны находиться в этом списке, так как в верблюжьей битве они противостояли халифу Али ибн Абу Талибу, халифы Абу Бакр, Умар и Усман узурпировали власть, которая после смерти Мухаммада должна была достаться Али.

## Список
| №  | Имя                        | араб.               | Годы жизни | Примечание                                                  |
| -- | -------------------------- | ------------------- | ---------- | ----------------------------------------------------------- |
| 1  | Абу Бакр ас-Сиддик         | أبو بكر الصديق      | 573—634    | первый праведный халиф                                      |
| 2  | Умар ибн аль-Хаттаб        | عمر بن الخطاب       | 585—644    | второй праведный халиф                                      |
| 3  | Усман ибн Аффан            | عثمان بن عفان       | 574—656    | третий праведный халиф                                      |
| 4  | Али ибн Абу Талиб          | علي بن أبي طالب     | 599—661    | четвёртый праведный халиф, первый имам шиитов-имамитов.     |
| 5  | Абу Убайда ибн аль-Джаррах | أبو عبيدة بن الجراح | 582—639    | наместник Леванта (634—638)                                 |
| 6  | Саад ибн Абу Ваккас        | سعد بن أبي وقاص     | 595—664    | кандидат на должность 3-го халифа                           |
| 7  | Абдуррахман ибн Ауф        | عبد الرحمن بن عوف   | 580—652    | кандидат на должность 3-го халифа                           |
| 8  | Аз-Зубайр ибн аль-Аввам    | الزبير بن العوام    | 594—656    | кандидат на должность 3-го халифа, погиб в Верблюжьей битве |
| 9  | Тальха ибн Убайдуллах      | طلحة بن عبيدالله    | 595—656    | кандидат на должность 3-го халифа, погиб в Верблюжьей битве |
| 10 | Саид ибн Зейд              | سعيد بن زيد         | 593—673    | наместник Дамаска (с 634 г.)                                |